# Mesaphorura leitzaensis
Mesaphorura leitzaensis is een springstaartensoort uit de familie van de Tullbergiidae. De wetenschappelijke naam van de soort is voor het eerst geldig gepubliceerd in 1993 door Jordana.